# Territoriaal Productie Complex
Een Territoriaal Productie Complex (TPC) (Russisch: Территориально-производственный комплекс (Тпк)) is een sovjetconcept waarbij groepen van industrieën bij elkaar werden geplaatst om zo efficiënt materialen, energie, machines en werk te kunnen delen en als groeipool te kunnen functioneren. Er is meestal sprake van horizontale en verticale integratie.
De TPC was de opvolger van het kombinaat in de jaren 60. Het ontstond in een tijd dat de regering van de Sovjet-Unie bezig was met grootschalige projecten om arbeiders de onontwikkelde regio's van Siberië, Centraal-Azië en het Sovjet Verre Oosten te laten cultiveren. Alhoewel overal in de Sovjet-Unie dergelijke plannen bestonden, werden de meest ontwikkelde TCP's geplaatst ten oosten van de Oeral en in het uiterste noorden. Ook bevonden zich veel in afgelegen gebieden van Siberië en het Sovjet Verre Oosten. De campagnes voor het werk op de TCP's wisten vele mensen naar de gebieden te trekken door ze hoge bonussen aan te bieden, die weer werden terugverdiend doordat er minder grondstoffen hoefden te worden vervoerd naar Europees Rusland. De complexen variëren sterk in omvang, maar hebben vaak als gemeenschappelijke kenmerken dat ze zich bevinden in de buurt van goedkope lokale brandstoffen of een waterkrachtbron. Voorbeelden zijn het Zuid-Sacha complex, waarvoor de stad Nerjoengri werd opgezet en het Pavlodar-Ekibastus industriegebied in het huidige Kazachstan.
In 1986 werd het Siberische Ontwikkelingsprogramma gestart, die gericht was op systematische geleide ontwikkeling van brandstofbronnen en mineraalbronnen tot het jaar 2000. In 1988 werd deze ontwikkeling echter alweer gedeeltelijk losgelaten en werd er meer geïnvesteerd in Europese industriële centra, terwijl alleen nog specifieke investeringen werden gedaan in de regio's ten oosten en zuiden van de Oeral.
Doordat vaak bij vele sovjetinstanties langs moest worden gegaan voor sommige acties, konden ontwikkelingen vaak vertraging oplopen. Het was echter een veel effectievere manier om in dergelijke moeilijk begaanbare gebieden (in Zuid-Sacha kan de temperatuur jaarlijks 85°C verschillen) te werken, dan door een aantal kleinere vestigingen ver van elkaar verspreid te bouwen.
Er ontstonden een aantal varianten op de TCP's als territoriale industriële complexen en territoriale energie-productie complexen.